# Bombycidae
Bombycidae este o familie de molii. Cea ma cunoscută specie a familie este Bombyx mori, sau de fluturele de mătase, originar din nordul Chinei. Adulții sunt de dimensiuni medii cu corpul „pufos” și aripi largi. Anvergura aripilor este de 35 – 46 mm. Duc un mod de viață nocturn.

## Taxonomie
Familia este împărțită în următoarele genuri:
- Agriochlora
- Amusaron
- Anticla
- Arotros
- Bivincula
- Bivinculata
- Bombyx
- Carnotena
- Cheneya
- Colabata
- Colla
- Dalailama
- Drepatelodes
- Elachyophtalma
- Epia
- Ernolatia
- Falcatelodes
- Gastridiota
- Gnathocinara
- Gunda
- Moeschleria
- Ocinara
- Orgyopsis
- Penicillifera
- Prismoptera
- Prothysana
- Quentalia
- Racinoa
- Rondotia
- Tamphana
- Thelosia
- Thyrioclostera
- Trilocha
- Triuncina
- Valvaribifidum
- Vinculinula
- Vingerhoedtia
- Zanola
- Zolessia